# Periodisme científic
El periodisme científic és una disciplina periodística especialitzada en la transmissió d'informació sobre ciència i tecnologia en mitjans de comunicació de masses, de manera entenedora per al comú de la gent. Contribueix a la divulgació científica, com ara ho fan altres mitjans: enciclopèdies, llibres de vulgarització, conferències, programes televisius…
El periodisme científic ha d'obeir els mateixos objectius, mètodes, valors, interessos i ètica del periodisme en general. És una eina fonamental per acostar el coneixement científic a la ciutadania.

## Unes fonts destacades
- Revistes científiques: Les principals revistes científiques d'abast mundial disposen del seu propi gabinet de comunicació, que difon notes de premsa dirigides als mitjans.[4] Són importants, ja que, a més de gaudir d'un alt prestigi en la comunitat científica, poden controlar la data de parució als mitjans en aplicar la norma Ingelfinger i concloure un acord d'embargament. La norma Ingelfinger és un acord entre la revista i el científic que impedeix que aquest últim pugui fer declaracions a la premsa sobre l'article o sobre l'objecte d'estudi de què tracta l'article fins que s'hagi publicat el número de la revista on ha d'aparèixer.[cal citació]
- Universitats i centres d'investigació: solen tenir un gabinet de premsa que difon els resultats i troballes dels científics que hi investiguen.
- Els serveis públics: molts serveis públics i ministeris lligat amb la recerca o la salut són fonts d'informació científica vulgaritzada com per exemple en campanyes sanitàries, de protecció del medi ambient, la securitat.
- Fonts científiques d'abast mundial: Hi ha altres fonts científiques que tenen un abast mundial. En són exemples la NASA, l'Agència Espacial Europea, la Royal Society i l'Associació Americana per l'Avenç de la Ciència. En general, s'hi troben notes de premsa, informes, estadístiques, material multimèdia, reculls de premsa mundial, revistes, informació específica de missions o investigacions, etc.
- Congressos científics: moltes vegades s'hi donen a conèixer primícies d'investigació.
- Institucions estadístiques: Malgrat que les dades estadístiques sobre activitat científica solen aparèixer en les pàgines d'economia dels diaris, ja que es consideren variables econòmiques d'un país, el cert és que els periodistes científics també tenen la responsabilitat d'informar-ne. En l'àmbit estatal espanyol, hi ha cinc institucions importants que publiquen als seus webs el resultat d'estudis i estadístiques: el Centre d'Investigacions Sociològiques (CIS),[5] els Eurobaròmetres, l'Institut Nacional d'Estadística, la Fundació COTEC i la Fundació Espanyola de Ciència i Tecnologia (FECYT).[6] Un dels estudis més coneguts que porta a terme la Fundació Espanyola de Ciència i Tecnologia (FECYT) és l'enquesta nacional de Percepció social de la Ciència i la Tecnologia. Es realitza cada dos anys i té l'objectiu de mesurar l'interès que desperta la ciència en la societat espanyola.[cal citació]
- Agències de notícies: En l'actualitat existeixen agències de notícies dedicades exclusivament a la informació científica com per exemple la Plataforma SINC.[7]
- La llista de distribució de l'Associació Catalana de Comunicació Científica: Aquesta associació manté una llista de distribució en què es publiquen moltes notícies i es mantenen debats en què participen professionals del periodismes i la comunicació científica i del món de la recerca; és oberta a tothom que tingui interès per la difusió de la ciència.

## Problemes de les fonts en el periodisme científic
Les fonts habituals del periodisme científic presenten alguns problemes relacionats amb la neutralitat. Aquest és el cas de les notes de premsa i els dossiers que envien les revistes científiques, els centres d'investigació i universitats a les agències o als mitjans de comunicació. De vegades, els gabinets de comunicació intenten magnificar la rellevància científica d'una investigació, motivats pels propis interessos econòmics de la institució que representen, a fi d'obtenir un major ressò mediàtic i social. Quant al contingut, a vegades aquestes notes de premsa no tenen en compte les implicacions de la recerca per a la societat o el medi ambient, com tampoc parlen de finançament, aspectes clau per comprendre totes les conseqüències del que s'explica. Si el periodista es limités al copiar-enganxar de notes de premsa –que sovint són ben fetes– es fa el mateix inútil en ometre la seva tasca de controlar, analitzar i contrarestar amb altres fonts.
A més, algunes institucions de recerca també depenen directament del poder polític del país o del poder econòmic on es troben, fet que pot tenir implicacions ideològiques en referència a les temàtiques d'estudi, a les conclusions i resultats que s'extreuen de les investigacions. Per a aquestes organitzacions, també és molt important la visibilitat de la seva feina, ja que en funció dels resultats obtinguts en les investigacions poden optar a més o a menys subvencions, encàrrecs d'empreses o finançament privat.

## El periodisme científic com forma especial de vulgarització
El periodisme científic és una forma particular de la divulgació científica com que informa sobre ciència i tecnologia a persones sovint mal informades i sense formació tècnica en aquests temes, el periodista científic com qualsevol divulgador ha de tenir compte d'aquest obstacle. En una societat en què la ciència i la tecnologia tenen cada vegada més pes, la tasca del periodista científic és important. Manuel Calvo Hernando explica que el periodista científic compleix tres funcions:
- Informar sobre ciència i tecnologia, fent una recerca prèvia i dotant la notícia d'un enfocament social. Aquesta és la gran diferència entre el periodisme científic i les altres formes de divulgació científica. El periodista científic ha de procurar contextualitzar socialment la informació, i explicar allò que interessa realment al públic i la societat.
- Interpretar i traduir la informació científica. El periodista científic ha de precisar el significat i el sentit dels descobriments científics i de les seves aplicacions, sobretot si poden tenir una aplicació real en la vida quotidiana.
- Controlar la ciència. Més que els altres divulgadors, el periodista científic ha d'exercir, en nom del públic, una vigilància sobre el món científic, per tal d'aconseguir que les decisions polítiques es prenguin tenint en compte els avenços tecnològics, amb la vista posada en l'ésser humà.[9]

El periodista científic ha de tenir la voluntat de beneficiar la societat i no la font, el que pot ser diferent d'un llibre divulgador, quan és escrit per exemple, pel mateix científic per divulgar les seves descobertes. Segons el professor de periodisme Carlos Elías, un periodista científic sempre ha de fer referència a la font, és a dir, «ha d'explicar per què, en un moment determinat, la font científica es decideix a utilitzar els mitjans de comunicació, o per què en altres casos no volen parlar amb els mitjans tot i ser científics públics.» Té la funció de control i d'esperit crític de qualsevol periodisme de qualitat.